# Турба (шиизм)

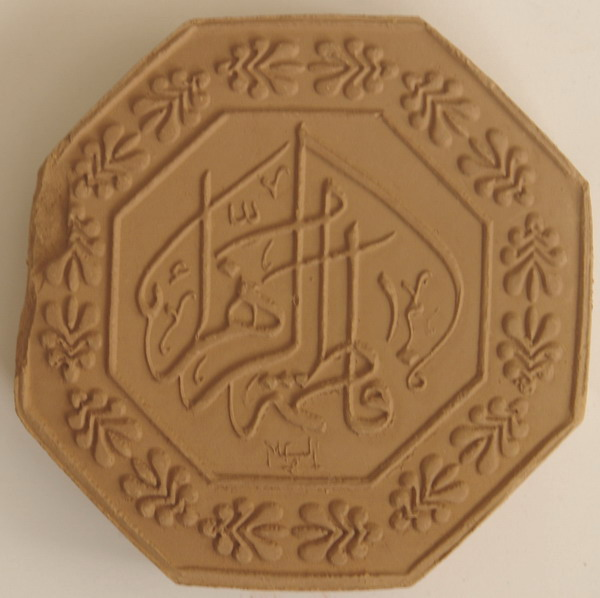
Турба с каллиграфической надписью в честь Фатимы

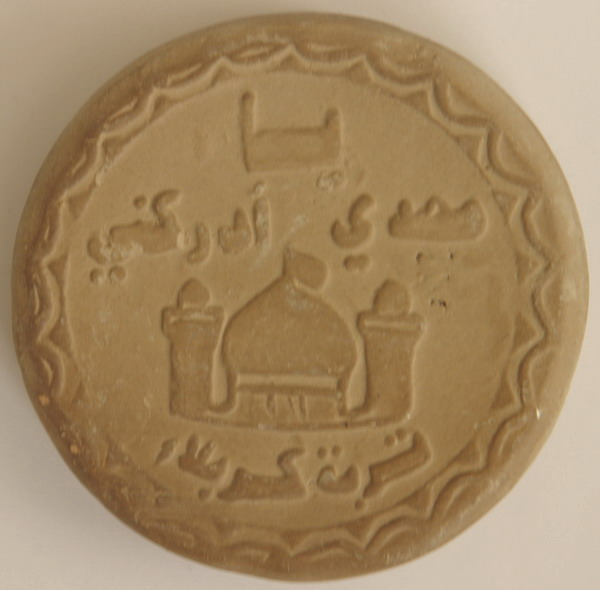

Турба (араб. تربة‎, турба; перс. مهر‎, мохр) — кусочек почвы или глины, часто глиняная таблетка, используемые шиитами для молитв при совершении земных поклонов (саджда). Символизирует землю. Иногда материал для турбы привозят из Кербелы или Медины.

## Значения
Термин «турба» может означать также всё место, где молятся или материал, из которого был сотворён мир.

## В поддержку
и Мухаммад посланник Божий
а те кто с ним суровы и тверды против неверных
добросердечны меж собой
ты видишь как они колени преклонив
ниц падают (в молитве перед Богом)
желая обрести Господню милость и сделаться Ему угодным
и знаки (благочестия) на их челе
следы (молитвенных) коленопреклонений
и таково подобие их в Торе
а образ их в Евангелии семя
которое пускает свой росток и укрепляет его (стебель)
затем становится он плотным
вытягиваясь собственным стеблём
и наполняя сеятелей восхищеньем
а у неверных этим вызывая ярость
для тех из них кто верует и доброе творит
обетовал Аллах прощение и щедрую награду

Шиитские учители (вероятно, на основе аята Корана) указывают на еврейскую Библию, где у людей, поклоняющихся Аллаху есть знак на лбу от турбы после земного поклона (саджда):

И сказал ему Господь: пройди посреди этого города, посреди Иерусалима, и на челах людей скорбящих, воздыхающих о всех мерзостях, совершающихся среди него, сделай знак

## Критика
Последователи суннитского направления ислама обычно критикуют традицию использования турбы (мохра) шиитами.
Таурат содержит заповедь, запрещающую молиться на камне с изображением мечети.

Не делайте себе кумиров и изваяний, и столбов не ставьте у себя, и камней с изображениями (ивр. אבן משכית‎, э́вен-маски́т, араб. مسجد‎, абн-масджи́д) не кладите в земле вашей, чтобы преклоняться пред ними, ибо Я — Господь Аллах ваш